# 高槻市立磐手小学校
高槻市立磐手小学校（たかつきしりつ いわてしょうがっこう）は、大阪府高槻市安満西の町にある公立小学校。
高槻市の北東部の住宅地、および北東部の山間部にかけての地域を校区とする。校区の面積は高槻市で一番広い。また、高槻市の公立小学校としては学校林を保有しているただ一つの学校でもある。学校林には、安満遺跡の奧の山地が指定されている。

## 沿革
明治時代初期の1876年に当時の島上郡安満村（町村制施行で三島郡磐手村、1931年高槻町に合併）に設置された小学校を起源としている。
また当時の川久保村（町村制施行で磐手村、現在の高槻市大字川久保）にも明治時代初期に学校が設置され、磐手小学校本校との統合・分離を繰り返したのち、1931年に磐手小学校の分校となった。分校は1999年に廃止され、跡地は地域自治会が運営する川久保交流センターとなっている。
1970年代には校区の宅地開発により児童数が増加して過大規模となったため、高槻市立日吉台小学校・高槻市立奥坂小学校の2小学校を分離開校させている。
高槻市では2007年以降全市立小中学校で2学期制を導入しているが、本格導入に先立つ2005年に2学期制の研究校に指定され、市内の他校に先駆けて2学期制を試行導入した。

### 年表
- 1876年12月23日 - 島上郡第九大区第二小区第五番小学校として創立。
- 1878年3月 - 安満小学校に改称。
- 1886年4月9日 - 島上郡安満尋常小学校に改称。
- 1896年4月1日 - 郡の合併により、三島郡安満尋常小学校に改称。
- 1889年 - 成合地区にある、成合簡易小学校を合併。現在の成合公民館。
- 1893年 - 川久保簡易小学校（1880年9月15日設置）を合併し、旧川久保小学校校舎を分教場に改編。
- 1905年9月15日 - 川久保分教場が、三島郡川久保尋常小学校として再独立。
- 1909年4月 - 三島郡磐手尋常小学校に改称。
- 1931年4月 - 三島郡川久保尋常小学校を再合併し、旧川久保小学校校舎を分教場（のち川久保分校）とする。
- 1941年4月1日 - 国民学校令により、三島郡磐手国民学校に改称。
- 1943年1月 - 高槻市の市制施行に伴い、高槻市磐手国民学校に改称。
- 1947年4月1日 - 学制改革により、高槻市立磐手小学校に改称。
- 1953年12月 - 校歌改訂。
- 1957年4月 - 川久保分校で受け入れていた島本町大沢地区在住の児童、島本町立小学校（現島本町立第一小学校）に校区変更のため転出。
- 1971年4月1日 - 高槻市立日吉台小学校を分離。
- 1977年4月 - 高槻市立奥坂小学校を分離。
- 1999年3月31日 - 川久保分校を廃止。本校へ統合。
- 2002年4月 - 高槻市教育センターより、国際理解教育の研究校に指定される。
- 2005年 - 高槻市教育委員会より2学期制の研究校に指定され、2学期制を試行導入（2007年全小中学校で一斉導入）。
- 2013年 - 南校舎耐震工事開始、同年終了

## 通学区域
- 高槻市 八丁畷町、山手町1・2丁目、安満御所の町、安満磐手町、安満東の町、安満西の町、安満北の町、安満中の町、安満新町、高垣町、紅茸町、成合東の町、成合南の町、成合北の町（但し関西電力高圧線(北大阪高槻線15号)以北府道伏見柳谷高槻線以西の地域を除く）、成合中の町、大字成合、別所中の町、別所新町、別所本町（一部）、大字川久保。

卒業生は高槻市立第八中学校へ進学する。

## 交通
- 高槻市営バス 磐手校前バス停。
- 東海道本線（JR京都線） 高槻駅 北東へ約1.9km。
- 阪急京都線 高槻市駅 北東へ約1.9km。

## 卒業生
- 池下卓 - 衆議院議員、元大阪府議会議員